# Provincia di Tapoa
La provincia di Tapoa è una delle 45 province del Burkina Faso, situata nella Regione dell'Est. Il capoluogo è Diapaga.

## Struttura della provincia
La provincia di Tapoa comprende 8 dipartimenti, di cui 1 città e 7 comuni:

### Città
- Diapaga

### Comuni
- Botou
- Kantchari
- Logobou
- Namounou
- Partiaga
- Tambaga
- Tansarga